# Alfredo Vásquez Cobo
Alfredo Vásquez Cobo (Cali, 9 de febrero de 1869-ibidem, 1 de febrero de 1941) fue un militar y político colombiano.
Encabezó las operaciones militares de su nación en la guerra colombo-peruana. Posteriormente culmina el conflicto militar con la firma del protocolo de Río de Janeiro (1934)
Fue ministro de guerra y de relaciones exteriores.

## Biografía
Alfredo Vásquez nació en Cali el 9 de febrero de 1869 en el hogar formado por José Vásquez Córdoba y Carmen Cobo. Sus abuelos paternos fueron Hermenegildo Vásquez originario de Tunja y María Josefa Córdoba originaria de Facatativá.
Vásquez se graduó como ingeniero civil en la Universidad de Oxford, en el Reino Unido, y como ingeniero civil militar en Escuela Especial Militar de Saint-Cyr, en Francia. Tras regresar a Colombia, laboró en la construcción del ferrocarril del Pacífico.

### Guerra de los Mil Días

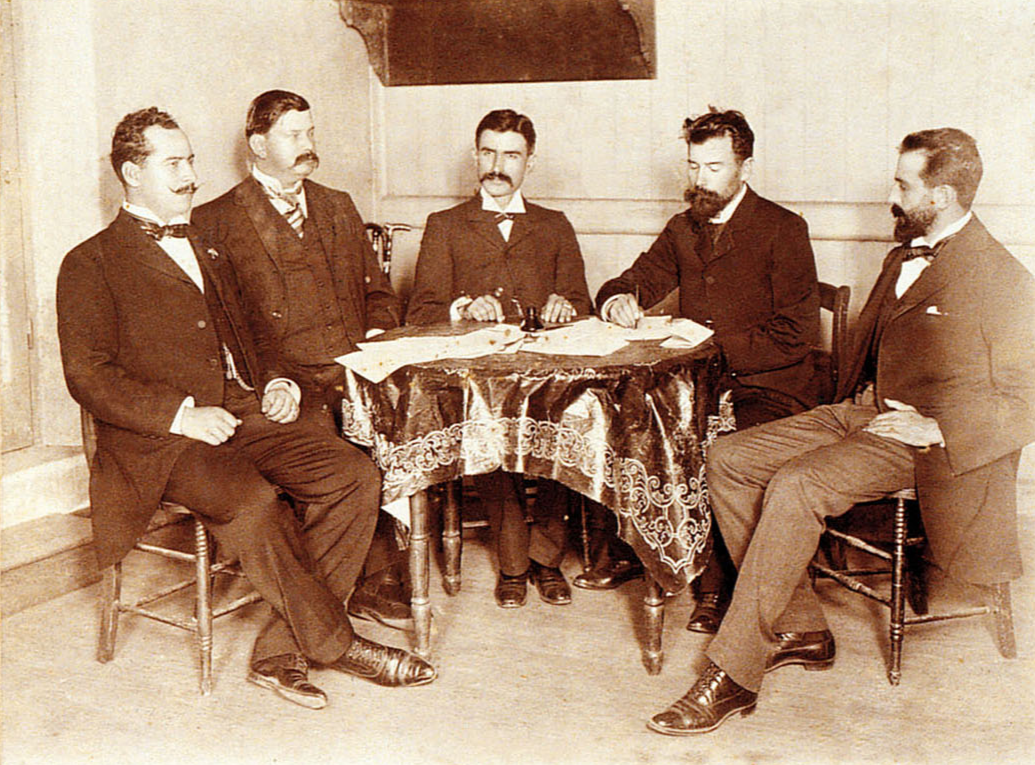
Vásquez Cobo durante el Tratado del Wisconsin (Es el segundo de Izquierda a derecha.)

Vásquez Cobo descolló como militar en la guerra de los Mil Días (1899-1902), luchando del lado del Partido Conservador, hasta llegar a ser General de ese bando. Su ascenso le permitió hacer parte de los firmantes del acuerdo de paz que selló el final del conflicto bipartidista, el "Tratado de Wisconsin", siendo uno de los tres generales delegados por su partido.

#### Ministro en la posguerra
Gracias al prestigio que adquirió por su participación militar consiguió ser designado ministro de guerra entre 1903 y 1904, en el gobierno de José Manuel Marroquín. En ese período ocurrió la separación de Panamá de Colombia, hecho por el que Vásquez fue considerado como uno de los «responsables del desastre» según el El Tiempo.
Durante el gobierno de Rafael Reyes tuvo una destacada participación como ministro de relaciones exteriores entre 1906 y 1908, y ejerció nuevamente por un breve periodo, como ministro de guerra en 1909.

### Parlamentario y candidato presidencial

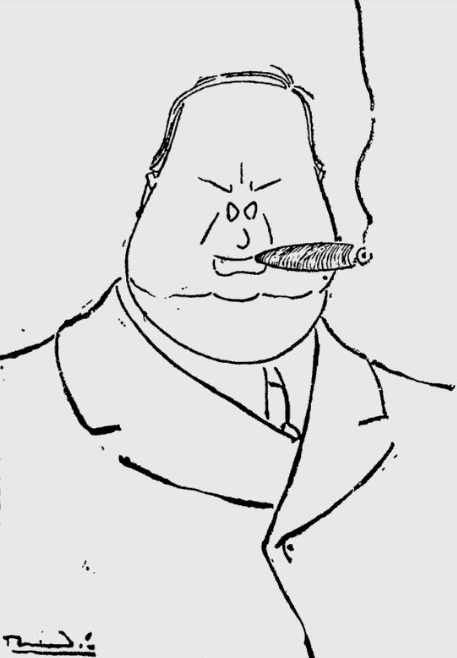
Caricatura de Vásquez por Ricardo Rendón

Durante la década siguiente se dedica a la actividad parlamentaria, hasta que regresa al gabinete como Ministro de Instrucción Pública en el breve mandato de Jorge Holguín Mallarino (1921-1922); por esta época se margina del oficialismo de su Partido, pues no estuvo de acuerdo con la elección de Pedro Nel Ospina como abanderado conservador, por lo que en las elecciones de 1922 termina respaldando al liberal Benjamín Herrera, quien es derrotado.
En 1926 aspiraba junto al también exministro Miguel Abadía Méndez a ser el candidato de su partido a las elecciones presidenciales, por lo que se decide escoger como árbitro de la disputa al Arzobispo de Bogotá Bernardo Herrera Restrepo, quien decide apoyar a Abadía y le sugiere a Vásquez esperar al debate de 1930. Pero para 1930 había surgido también la candidatura de Guillermo Valencia y el anciano arzobispo Herrera ya había fallecido, por lo que fue imposible llegar a un acuerdo de unidad y la victoria recayó en la candidatura del liberal Enrique Olaya Herrera.

### Guerra colombo-peruana
En 1932, el gobierno de Enrique Olaya decide declarar la guerra a Perú y en un acto estratégicamente pensado para convocar la unidad nacional invita al general Vásquez Cobo a liderar la campaña militar. Ambos países hicieron aprestos bélicos y enviaron expediciones al lugar del conflicto, la región fronteriza del Putumayo, pese a lo difícil que era llegar a ese escenario, especialmente para Colombia, que no contaba con un acceso natural hacia el Amazonas.
Colombia organizó una fuerza militar dotada con nuevos materiales de guerra. Vásquez dotó al ejército de nuevos elementos de guerra y sugirió a Olaya la compra de buques de guerra para combatir en el río Amazonas. Vásquez consiguió un total de tres embarcaciones, nombradas Bogotá, Córdoba y Mosquera.
En 1933, tras lograrse la ratificación de Tratado Salomón Lozano, Vásquez pasa al retiro político y militar, habiéndose consagrado como un héroe nacional.

### Muerte
Tras agonizar en la Clínica Garcés de Cali, Vásquez murió de enfermedad el 1 de febrero de 1941. 8 días antes de cumplir 72 años. Los servicios religiosos se efectuaron en la Catedral metropolitana de Cali, siendo sepultado en la misma ciudad.

## Controversia
El historiador Álvaro Gärtner en su libro Los místeres de las minas (editorial Universidad de Caldas, 2005, p. 422) afirma que Alfredo Vásquez (sic) Cobo y su hermano Eduardo despojaron de sus derechos, bajo el auspicio del presidente Rafael Reyes, a varios mineros de oro de la provincia de Marmato durante los primeros decenios del siglo xx.

## Familia
Alfredo Vásquez Cobo era hijo de José Fulgencio Vásquez Cordova, y de Carmen Cobo Nieva. Sus hermanos eran Tulia, María Antonia, María Josefa, Eduardo María, Aquilina, Jorge, Enriqueta Vásquez Cobo.
Alfredo Vásquez contrajo matrimonio con Ana Carrizosa Tanco. 
La pareja tuvo cinco hijosː Alfredo (político y diplomático), Camilo, Lucía, Ana y Jaime Vásquez Carrizosa. Su 

## Homenajes
El aeropuerto Internacional Alfredo Vásquez Cobo de Leticia fue nombrado en su honor.
El estadio municipal de El Cerrito (Valle del Cauca) fue nombrado en su honor.